# Haiyou (köpinghuvudort i Kina, Zhejiang Sheng, lat 29,12, long 121,37)
Haiyou (kinesiska: 三门, 海游镇, 海游) är en köpinghuvudort i Kina. Den ligger i provinsen Zhejiang, i den östra delen av landet, omkring 170 kilometer sydost om provinshuvudstaden Hangzhou. Antalet invånare är 105 933. Befolkningen består av 51 717 kvinnor och 54 216 män. Barn under 15 år utgör 17,0 %, vuxna 15-64 år 75 %, och äldre över 65 år 7,0 %.
Runt Haiyou är det tätbefolkat, med 319 invånare per kvadratkilometer. Haiyou är det största samhället i trakten. I omgivningarna runt Haiyou växer i huvudsak blandskog.
Genomsnittlig årsnederbörd är 2 140 millimeter. Den regnigaste månaden är augusti, med i genomsnitt 364 mm nederbörd, och den torraste är januari, med 70 mm nederbörd.